# Arthur Julian Hadfield Dove
Arthur Julian Hadfield Dove, britanski general, * 1902, † 1985.